# Salonino
Júlio Cornelio Salonino Licínio Valeriano (em latim: Publius Licinius Cornelius Saloninus Valerianus c. 243 - 260) foi  imperador do Império Romano juntamente com os imperadores Valeriano e Galiano, seu avô e seu pai.

## Biografia
Salonino era o filho do imperador Galiano com a imperatriz Salonina e tomou o seu o nome da mãe. Quando seu pai e avô assumiram o poder, em 253, a Salonino foi dado o título de César. Mais tarde ele foi enviado para Gália sob a proteção do prefeito pretoriano Silvestre. Em 260, Salonino recebeu o título de Augusto, mas usufruiu do mesmo por pouquíssimo tempo.
Aparentemente Salonino teve um conflito com o general Póstumo sobre os despojos de uma vitória militar contra os bárbaros que tentavam penetrar na fronteira da Gália. Os soldados, sob o comando de Póstumo, se rebelaram e atacaram Salonino, que estava com seus fieis seguidores estacionado em Colônia Agripina. Diante da negativa em entregar o imperador para os soldados de Póstumo, Salonino e seus soldados foram massacrados.